# Szinkronúszás az 1988. évi nyári olimpiai játékokon
Az 1988. évi nyári olimpiai játékokon a szinkronúszást szeptember 26. és október 1. között rendezték. Két versenyszámban, egyéniben és párosban avattak olimpiai bajnokot.

## Éremtáblázat
(Az egyes számoszlopok legmagasabb értéke vagy értékei vastagítással kiemelve.)
| Az 1988. évi nyári olimpiai játékok éremtáblázata szinkronúszásban | Az 1988. évi nyári olimpiai játékok éremtáblázata szinkronúszásban | Az 1988. évi nyári olimpiai játékok éremtáblázata szinkronúszásban | Az 1988. évi nyári olimpiai játékok éremtáblázata szinkronúszásban | Az 1988. évi nyári olimpiai játékok éremtáblázata szinkronúszásban | Olimpia  |
| ------------------------------------------------------------------ | ------------------------------------------------------------------ | ------------------------------------------------------------------ | ------------------------------------------------------------------ | ------------------------------------------------------------------ | -------- |
|                                                                    | Ország                                                             | Arany                                                              | Ezüst                                                              | Bronz                                                              | Összesen |
| 1.                                                                 | Kanada (CAN)                                                       | 2                                                                  | 0                                                                  | 0                                                                  | 2        |
|                                                                    |                                                                    |                                                                    |                                                                    |                                                                    |          |
| 2.                                                                 | Egyesült Államok (USA)                                             | 0                                                                  | 2                                                                  | 0                                                                  | 2        |
|                                                                    |                                                                    |                                                                    |                                                                    |                                                                    |          |
| 3.                                                                 | Japán (JPN)                                                        | 0                                                                  | 0                                                                  | 2                                                                  | 2        |
|                                                                    |                                                                    |                                                                    |                                                                    |                                                                    |          |
| Összesen                                                           | Összesen                                                           | 2                                                                  | 2                                                                  | 2                                                                  | 6        |

## Érmesek
| Az 1988. évi nyári olimpiai játékok érmesei szinkronúszásban |                                                 |                                                            |                                             |
| Versenyszám                                                  | Arany                                           | Ezüst                                                      | Bronz                                       |
| Egyéni                                                       | Carolyn Waldo · Kanada (CAN)                    | Tracie Ruiz · Egyesült Államok (USA)                       | Kotani Mikako · Japán (JPN)                 |
| Páros                                                        | Kanada (CAN) · Michelle Cameron · Carolyn Waldo | Egyesült Államok (USA) · Karen Josephson · Sarah Josephson | Japán (JPN) · Kotani Mikako · Tanaka Mijako |